# 喜劇人の碑

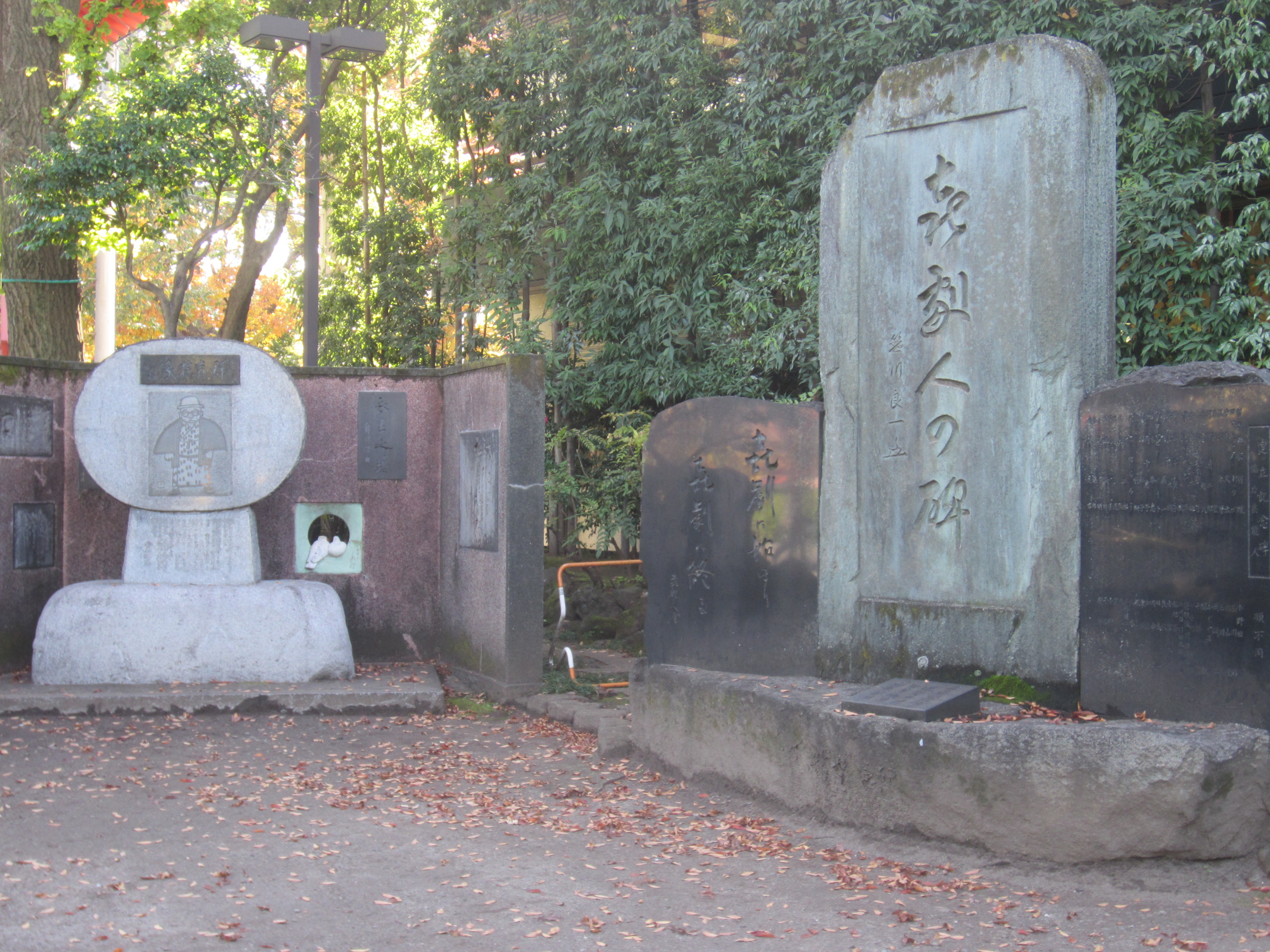
喜劇人の碑と曽我廼家五九郎顕彰碑

喜劇人の碑（きげきじんのいしぶみ）は、東京・浅草の浅草寺境内新奥山にある石碑である。

## 略歴・概要
1982年（昭和57年）、逝ける浅草の喜劇人を偲び、建立された。日本喜劇人協会第8代会長を務めた大村崑の意向で、2001年以降、浅草の喜劇人のみに限らず、「日本を代表する喜劇人を」ということで、上方を代表する喜劇人・ミヤコ蝶々が加えられた。
建立当時刻まれた喜劇人は下記の通り（日付と年齢は、逝去した年月日並びに没年齢）。
- 川田晴久 - 1957年6月21日、51歳
- 古川ロッパ - 1961年1月16日、57歳
- 八波むと志 - 1964年1月9日、38歳
- 清水金一 （シミキン） - 1966年10月10日、54歳
- 堺駿二 - 1968年8月10日、54歳
- 榎本健一 （エノケン） - 1970年1月7日、65歳
- 山茶花究 - 1971年3月4日、56歳
- 森川信 - 1972年3月26日、60歳
- 柳家金語楼 - 1972年10月22日、71歳
- 木戸新太郎 （キドシン） - 1974年8月19日、59歳
- 大宮デン助 （大宮敏充） - 1976年12月23日、63歳
- 伴淳三郎 （バンジュン） - 1981年10月26日、73歳
- 三波伸介 - 1982年12月8日、52歳

のちに刻まれたのは下記の通り。
- 武智豊子 （武知杜代子） - 1985年7月18日、76歳
- トニー谷 - 1987年7月16日、69歳
- 有島一郎 - 1987年7月20日、71歳
- 東八郎 - 1988年7月6日、52歳
- 南利明 - 1995年1月13日、70歳

2001年以降に刻まれたのは下記の通り。
- 益田喜頓 - 1993年12月1日、84歳
- 渥美清 - 1996年8月4日、68歳
- 三木のり平 - 1999年1月25日、74歳
- 曾我廼家明蝶 - 1999年4月13日、90歳
- 由利徹 - 1999年5月20日、78歳
- ミヤコ蝶々 - 2000年10月12日、80歳
- 清川虹子 - 2002年5月24日、89歳
- 関敬六 - 2006年8月23日、78歳
- 谷幹一 - 2007年6月25日、74歳
- 森繁久彌 - 2009年11月10日、96歳
- 橋達也 - 2012年1月16日、74歳
- 小松政夫 - 2020年12月7日、78歳

## 関連事項
- 浅草公園六区
- 根岸興行部
- 浅草オペラ
- フランス座

座標: 北緯35度42分52.4秒 東経139度47分43.6秒 / 北緯35.714556度 東経139.795444度